# Ludwig Martinelli
Ludwig Martinelli (né le 9 août 1832 à Linz et mort le 13 juin 1913 à Bad Gleichenberg) est un acteur autrichien.

## Biographie

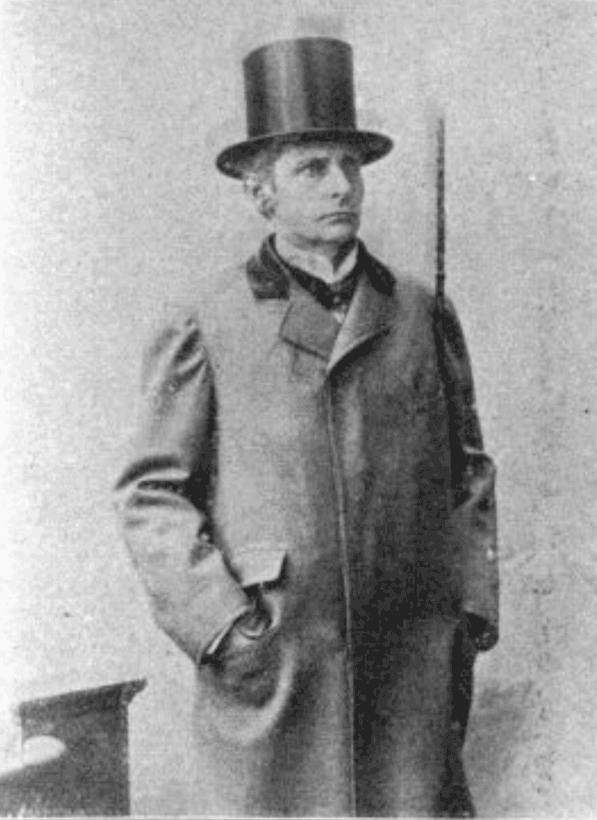
Ludwig Martinelli vers 1890

Martinelli apprend à être peintre décorateur comme son père, notamment auprès de Ferdinand Georg Waldmüller et travaille ensuite dans l'atelier de Moriz Lehmann, peintre du Burgtheater. Grâce à son pari, il monte sur la scène pour jouer dans la pièce de Johann Nestroy Der Tritschtratsch. Sa première représentation d'acteur est un tel succès qu'il décide d'en faire carrière. De 1857 à 1860, il joue au Vorstadttheater de Munich.
De 1860 à 1864, il est acteur et assistant metteur en scène au Grand Théatre à Amsterdam, de 1864 à 1873 au Grazer Stadttheater. Il se fait connaître en 1871 dans Der Pfarrer von Kirchfeld d'après Ludwig Anzengruber. Il est présent de 1873 à 1876 au Theater an der Wien. De 1876 à 1885, il est membre du Deutsche Landestheater à Prague puis devient metteur en scène au Carltheater. De 1889 à 1908, il est engagé au Volkstheater de Vienne comme acteur et metteur en scène.
Il fait un premier mariage avec Marie Neufeld et un deuxième avec Louise Seeberger. Il aura une fille, Anna Martinelli, qui sera aussi actrice de théâtre.

## Source de la traduction
- (de) Cet article est partiellement ou en totalité issu de l’article de Wikipédia en allemand intitulé « Ludwig Martinelli » (voir la liste des auteurs).